# Bataille de la Rivière Puante
La bataille de la rivière Puante se déroula au XVIe siècle dans la ville de Bécancour au Centre-du-Québec (Québec). Elle opposa les Algonquins et les Ononchataronons, une nation amérindienne connue aussi sous le nom d'Iroquet, de la grande famille algonquienne. Elle se solda par la victoire des Algonquins. Les corps laissés dans la rivière l'infectèrent de telle sorte que le nom de rivière Puante lui fut attribué.

## Rivière Puante
La rivière Puante, qu'on connait sous le nom de Bécancour depuis 1684, portait ce nom déjà en 1647 lors de la concession de la seigneurie. Sur leur site web, les Abénaquis de Wôlinak prétendent que le nom de Puante vient d'une bataille entre les Français et les Anglais. En fait, il provient plutôt d'une bataille entre les Algonquins et les Ononchataronons, comme le rapporte le Père Charlevoix en 1744.

## Histoire
La bataille aurait eu lieu trente ou quarante ans avant l'arrivée de Samuel de Champlain, selon l'abbé J.-P.-A. Maurault, dans son Histoire des Abénakis , ou vers 1560 comme en conclut ensuite Benjamin Sulte et d'autres auteurs qui ont repris l'information de Sulte.
Le premier à décrire cette bataille du XVIe siècle est le Père jésuite P.-F.-X. de Charlevoix en 1744, dans son Journal d'un voyage, paru dans son Histoire et description générale de la Nouvelle-France . En 1721, le Père Charlevoix avait rencontré Pierre Robineau de Bécancour, baron de Portneuf, seigneur de Bécancour, chez lui à Bécancour.
Transcription en français moderne du texte du Père Charlevoix :
« [page 110] La Rivière de Bécancour se nommait auparavant la Rivière Puante : je m’informai de la cause de ce nom, car l’eau de la Rivière me parut fort belle, on m’assura qu’elle est très bonne, et il n’y a aucune mauvaise odeur dans tout ce canton. Les uns me dirent néanmoins que cette cause était la mauvaise qualité des eaux : d’autres l’attribuaient à la grande quantité de rats musqués, qu’on y trouve, et dont les Sauvages ne peuvent souffrir l’odeur; mais voici une troisième version, que ceux qui ont fait plus de recherches sur l’ancienne histoire du pays, prétendent être la véritable.
Des Algonquins étaient en guerre contre les Onnontcharonnons, plus connus sous le nom de nation de l’Iroquet, et dont l’ancienne demeure était, dit-on, dans l’île de Montréal. Le nom qu’elle porte, prouve qu’elle était de la langue huronne : cependant on prétend que ce sont les Hurons qui l’ont chassée de leur ancienne demeure, et qui l’ont même en partie détruite. Quoi qu'il en soit, elle était, au temps dont je parle, en guerre contre les Algonquins, qui, pour finir d’un seul coup cette guerre, dont ils commençaient à se lasser, s’avisèrent d’un stratagème qui leur réussit. Ils se mirent en embuscade sur les deux bords de la petite rivière, qui porte aujourd’hui le nom de Bécancour. Ensuite ils détachèrent quelques canots, dont les conducteurs firent semblant de pêcher dans le fleuve. Ils savaient que leurs ennemis n’étaient pas loin, et ils ne doutaient point qu’ils ne courussent d’abord sur les prétendus pêcheurs : en effet, ceux-là ne tardèrent pas à voir fondre sur eux une flotte de canots ; ils firent semblant d’avoir [page 111] peur, prirent la fuite, et gagnèrent la rivière. Ils y furent suivis de fort près par un ennemi qui croyait avoir bon marché de cette poignée d’hommes, et pour l’engager plus avant, ils affectèrent de paraître fort épouvantés. Cette feinte leur réussit; ceux qui les poursuivaient, avancèrent toujours, et jetant, selon la coutume de ces Barbares, des cris effroyables, ils se croyaient au moment de tomber sur leur proie.
Alors une grêle de flèches décochées de derrière tous les buissons, qui bordaient la rivière, les jeta dans une confusion, dont on ne leur donna point le temps de se remettre. Une seconde décharge, qui suivit de fort près la première, acheva leur déroute. Ils voulurent fuir à leur tour, mais ils ne pouvaient plus se servir de leurs canots, qui étaient percés de toutes parts. Ils se lancèrent dans l’eau, espérant de se sauver à la nage; mais outre que la plupart étaient blessés, ils trouvèrent, en arrivant à terre, la mort, qu’ils fuyaient, et pas un seul n’échappa aux Algonquins, qui ne pardonnèrent à personne, et ne s’amusèrent pas même à faire des prisonniers. La nation de l’Iroquet ne s’est point relevée de cet échec, et quoiqu’on ait encore vu quelques-uns de ces Sauvages depuis l’arrivée des Français en Canada, il n’en est plus du tout question aujourd’hui. Cependant la quantité de corps morts, qui restèrent dans l’eau, et sur les bords de la rivière, l’infecta de telle sorte que le nom de Rivière Puante lui en est demeuré. »